# Sarcosperma kontumense
Sarcosperma kontumense là một loài thực vật có hoa trong họ Hồng xiêm. Loài này được Gagnep. ex Aubrév. miêu tả khoa học đầu tiên năm 1963.